# Особняк Лопатиной
Особня́к Лопа́тиной — особняк в центре Москвы, построенный в русском стиле на Большой Никитской улице в 1876 году по проекту А. С. Каминского. С 1963 года в доме располагается Посольство Бразилии.
Объект культурного наследия народов России федерального значения.

## История

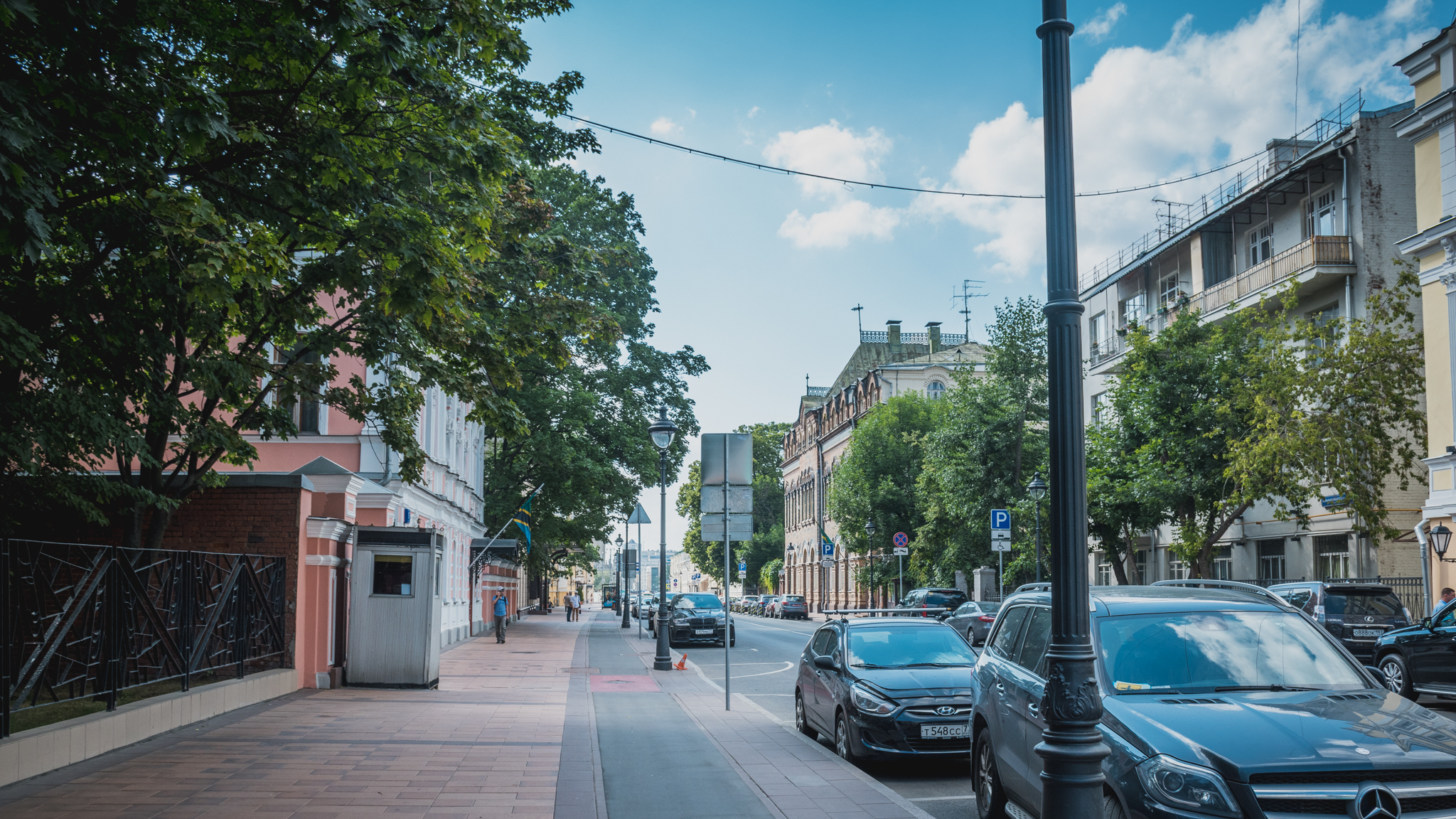
Здание особняка в ансамбле Большой Никитской улицы, 2016 год

### Особняк
В 1876 году архитектор Александр Каминский построил на Большой Никитской улице дом для жены почётного гражданина Москвы, Анны Васильевны Лопатиной, поставлявшей в московские рестораны морепродукты. Первоначально владелица земельного участка планировала разбить на нём сад и возвести комплекс зданий, включая постройку для холодильников, склады, контору, жилой и доходный дома. По предложению Александра Каминского, все помещения было решено объединить в одном здании. Склады и холодильники заняли цоколь дома, первый этаж был отведён под купеческую контору. На втором этаже разместились покои Анны Лопатиной и апартаменты для сдачи в наём. У особняка также поставили хозяйственный флигель. Со стороны Малой Никитской улицы к зданию примыкал сад с прудом.
К началу XX века дом перестал носить функцию личной резиденции Анны Лопатиной и был полностью поделён на помещения для сдачи в аренду.
После революции 1917 года особняк перешёл в собственность советской власти, его помещения были разделены на коммунальные квартиры. В 1925-м здание реконструировали после масштабного пожара, в нём разместилось общежитие для большевиков- ветеранов. В 1928 году в едином стиле с остальными частями особняка был надстроен мансардный третий этаж.

### Посольство Бразилии
С 1963-го дом Лопатиной находится в распоряжении дипломатической миссии Бразилии. Перед переездом в особняк посольство Бразилии на собственные деньги провело его реставрацию. Ремонт длился около одного года и был направлен на восстановление первоначального облика дома. По решению правительства Бразилии в 1980-х годах в обеденном зале особняка наклеили пейзажные акварельные обои с репродукциями картин немецкого художника Йоганна Ругендаса. Обои изображают виды Рио-де-Жанейро 1820-х годов и изготовлены по технологии XIX века с использованием матриц французской фирмы «Zuber & Cie».
В 1991 году посольство завершило процесс приобретения дома Лопатиной и оформило его в собственность Бразилии. В 1997-м здание вошло в список объектов культурного наследия России. В период с 2008 по 2013 год, когда пост чрезвычайного посла в России занимал Карлос Параньос, стены и потолки резиденции были отремонтированы и перекрашены в яркие цвета.
По состоянию на 2018-й в здании проживали посол Антонио Салгадо и некоторые сотрудники бразильской дипломатической миссии в России.

## Архитектура и интерьер
Дом Лопатиной представляет собой один из наиболее ранних примеров русского стиля в жилой архитектуре. Фасады особняка декорированы в стиле русского зодчества XVII века. Как и дом Игумнова, который является наглядным образцом позднего русского стиля в московской застройке, здание напоминает своим внешним видом боярские палаты, но особняк Лопатиной отличает внешний декор — орнаментированная плоскость, почти лишённая рельефа. Облицовка керамикой наружных стен особняка, характерная преимущественно для украшения учебных или производственных построек — необычное для второй половины XIX века дизайнерское решение.
Архитектурный ансамбль главного фасада здания представлен поясом филёнок под окнами первого этажа, чередой архивольтов на широком фризе, простенками между окнами и сохранившимися в первозданном виде изразцами. Полуциркульные окна встроены в ампирную аркаду. Колонки, углы ризалита и фасада, сандрики в виде трехчастных кокошников оформляют окна второго этажа. Килевидные кокошники завершают оконный ряд третьего этажа. Высокая пирамидальная крыша с ажурным возвышением на коньке подчёркивает центр дома и выделяет здание на фоне общего ансамбля улицы. В единой с домом стилистике выполнена сохранившаяся в первоначальном виде кованая ограда XIX века.
Стены из разноцветного облицовочного кирпича составляют ключевой орнамент главного фасада. Двухцветные керамические вставки имитируют узор вышивки крестом. Парадные двустворчатые двери с арочным завершением расположены со стороны Большой Никитской улицы. Внутреннюю планировку здания отличают цилиндрические и парусные своды с распалубками в подвале и гостиной на первом этаже.
Фигурный кирпич, использованный при укладке стен фасада, был изготовлен на заводе промышленника Алексея Гусарёва, керамические изразцы поставлялись из мастерских керамистка-технолога Семена Ивановича Масленникова, в которых производили майолику.
Дом Лопатиной выделяется отсутствием стилевого единства между внешним обликом здания и его эклектичными интерьерами. Внутреннее убранство особняка было утеряно в середине XX века, когда в здании располагалось общежитие большевиков-ветеранов. В музыкальном зале работники бразильского посольства после реставрации установили рояль марки Steinway & Sons. Стены залов особняка украшают картины художников Константина Коровина и Николая Добровольского.
В 2018—2020 годах под руководством специалистов из Департамента культурного наследия Москвы проводилась реставрация особняка. Всем помещениям и фасадам здания реставраторы вернули исторический облик, при этом раскрыли и отреставрировали ранее заложенные анфиладные проёмы, обнаруженные во время выполнения работ.